# Olympus-E-System

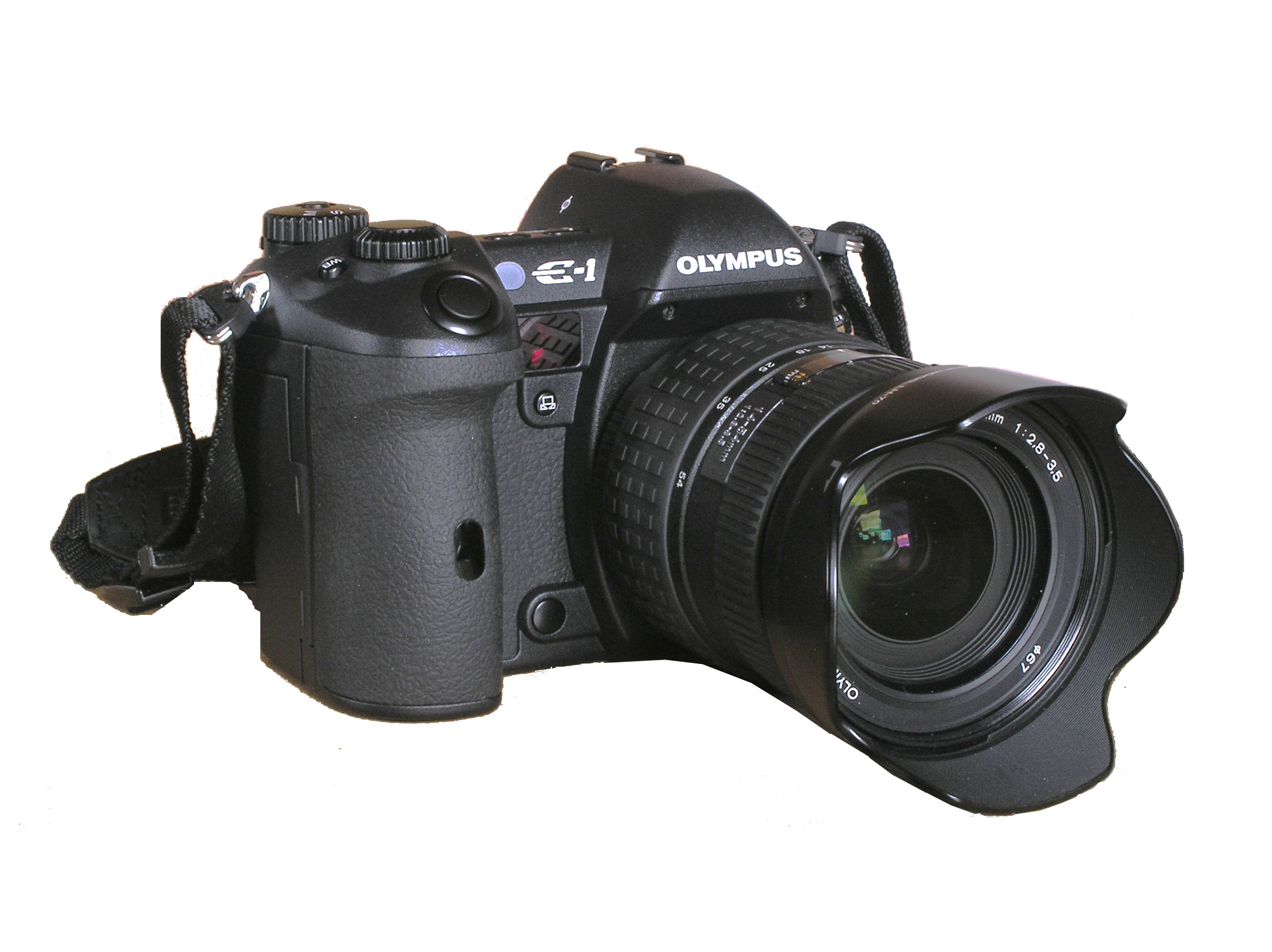
Olympus E-1

Das E-System ist ein von Olympus konstruiertes kompaktes Kamerasystem für seine digitalen Spiegelreflexkameras. Es ist das erste digitale Kamerasystem, das nach dem von Olympus und Kodak entwickelten Four-Thirds-Standard (FT) gefertigt wird.

## Besondere Merkmale
Alle E-System-Kameras besitzen ein Sensor-Staubschutzsystem (SSWF), wodurch manuelle Sensorreinigung nur bei hartnäckigen Verschmutzungen erforderlich ist. Mit dem Modell E-330 wurde zudem die erste Spiegelreflexkamera mit Support für Live-View auf den Markt gebracht, wobei diese Fähigkeit mittlerweile Standard auch in den konkurrierenden Systemen ist.
Die Kameramodelle des E-Systems sind teilweise mit ins Gehäuse integriertem Bildstabilisator ausgestattet. Im Gegenzug verfügt kein Olympus-Objektiv über Linsenstabilisierung, auch wenn zum Beispiel die stabilisierten Leica-Objektive (im Vertrieb von Panasonic) an den Olympus-Kameras betrieben werden können.
Aufgrund der Gestaltung von Four Thirds sind die Kameras im Mittel etwas kleiner und leichter als die konkurrierender Systeme. Der Hersteller nimmt für sich in Anspruch, mit der E-620 zumindest zeitweise (Stand: Mai 2009) das weltweit kleinste und leichteste DSLR-Gehäuse mit integriertem Bildstabilisator anzubieten. Aufgrund des sehr telezentrischen Strahlengangs zeigen Four-Thirds-Kameras (verglichen mit APS-C- und Vollformatskameras) im Allgemeinen ein leicht besseres Verhalten mit Blick auf Vignettierung und Randschärfe. Kameras des E-Systems liefern Bilder im Seitenverhältnis 4:3, im Unterschied zum bei anderen Herstellern üblichen und vom 35mm-Kleinbildfilm übernommenen Bildseitenverhältnis von 3:2.
Im Vergleich zu den größeren APS-C- oder gar Kleinbild-Vollformat-Sensoren rauschen Four-Thirds-Sensoren der älteren Generation bei gleicher Pixelzahl und höheren ISO-Einstellungen im Allgemeinen etwas stärker, die Schärfentiefe ist vergrößert und die Freistellung von Objekten schwieriger. Die neueste Generation der in der Olympus E-30 sowie Olympus E-620 eingebauten Sensoren weist gegenüber früheren Generationen jedoch eine deutlich verbesserte Rauschcharakteristik und einen erweiterten Dynamikumfang auf, die vergleichbar zu aktuellen APS-C-Systemen sind.

## Kameragehäuse
Mit der E-1 kam im Herbst 2003 die erste digitale Spiegelreflexkamera des E-Systems auf den Markt. Seither folgten insgesamt 14 weitere Modelle:
| 2003   | 2004     | 2005    | 2006       | 2007         | 2008        | 2009         | 2010         |
| ------ | -------- | ------- | ---------- | ------------ | ----------- | ------------ | ------------ |
| E-11,d | E-3001,a | E-500 b | E-3302,4,a | E-4102,a     | E-4202,a    | E-4502,a     | E-51,2,3,5,d |
|        |          |         | E-400 a    | E-5102,3,b   | E-5202,3,b  | E-6202,3,5,b |              |
|        |          |         |            | E-31,2,3,5,d | E-302,3,5,c | E-6002,3,b   |              |

1 Staub- und Spritzwasserschutz
2 mit Live-View
3 im Gehäuse integrierter Bildstabilisator
4 Display um die horizontale Achse klappbar
5 Display um die vertikale Achse schwenkbar und die horizontale Achse drehbar
Erläuterung: a Einsteigsklasse, b Mittelklasse, c High-End, d Profiklasse (Flaggschiff)

Die Modelle E-510 und E-3 verfügen als erste Modelle über einen gehäuseinternen Bildstabilisator. Damit geht Olympus wie Pentax und Sony den Weg, das Bild im Gehäuse zu stabilisieren, und nicht in spezielle Objektive einen Bildstabilisator einzubauen, wie dies z. B. bei Nikon und Canon der Fall ist.
Von Panasonic gibt es die auf der E-330 basierende DMC-L1 und die DMC-L10. Die von Leica angebotene Digilux 3 ist fast baugleich mit der DMC-L1 jedoch mit abgewandelter oberer Gehäuseabdeckung, einem anderen Algorithmus zur Erzeugung der JPEG-Bilder, besserer beigelegter Software und einer SD-Speicherkarte im Lieferumfang.

## Objektive
| Weitwinkel-Zoom    | Standard-Zoom          | Tele-Zoom               | Makro             | Festbrennweite     | Telekonverter und Adapter |
| ------------------ | ---------------------- | ----------------------- | ----------------- | ------------------ | ------------------------- |
| 7-14mm f/4,02      | 12-60mm f/2,8-4,0 SWD1 | 35-100mm f/2,02         | 35mm f/3,5 Macro  | 8mm f/3,5 Fisheye1 | EC-14 1,4x Telekonverter  |
| 9-18mm f/4,0-5,6   | 14-35mm f/2,0 SWD2     | 40-150mm f/3,5-4,5      | 50mm f/2,0 Macro1 | 25mm f/2,8 Pancake | EC-20 2,0x Telekonverter  |
| 11-22mm f/2,8-3,51 | 14-42mm f/3,5-5,6      | 40-150mm f/4,0-5,6      |                   | 150mm f/2,02       | EX-25 Zwischenring        |
|                    | 14-45mm f/3,5-5,6      | 50-200mm f/2,8-3,5 SWD1 |                   | 300mm f/2,82       | MF-1 OM-System-Adapter    |
|                    | 14-54mm f/2,8-3,51     | 70-300mm f/4,0-5,6      |                   |                    |                           |
|                    | 17,5-45mm f/3,5-5,6    | 90-250mm f/2,82         |                   |                    |                           |
|                    | 18-180mm f/3,5-6,3     |                         |                   |                    |                           |

Erläuterung: SWD = Objektive mit Ultraschallantrieb, 1 Pro-Objektiv, 2 Top-Pro-Objektiv

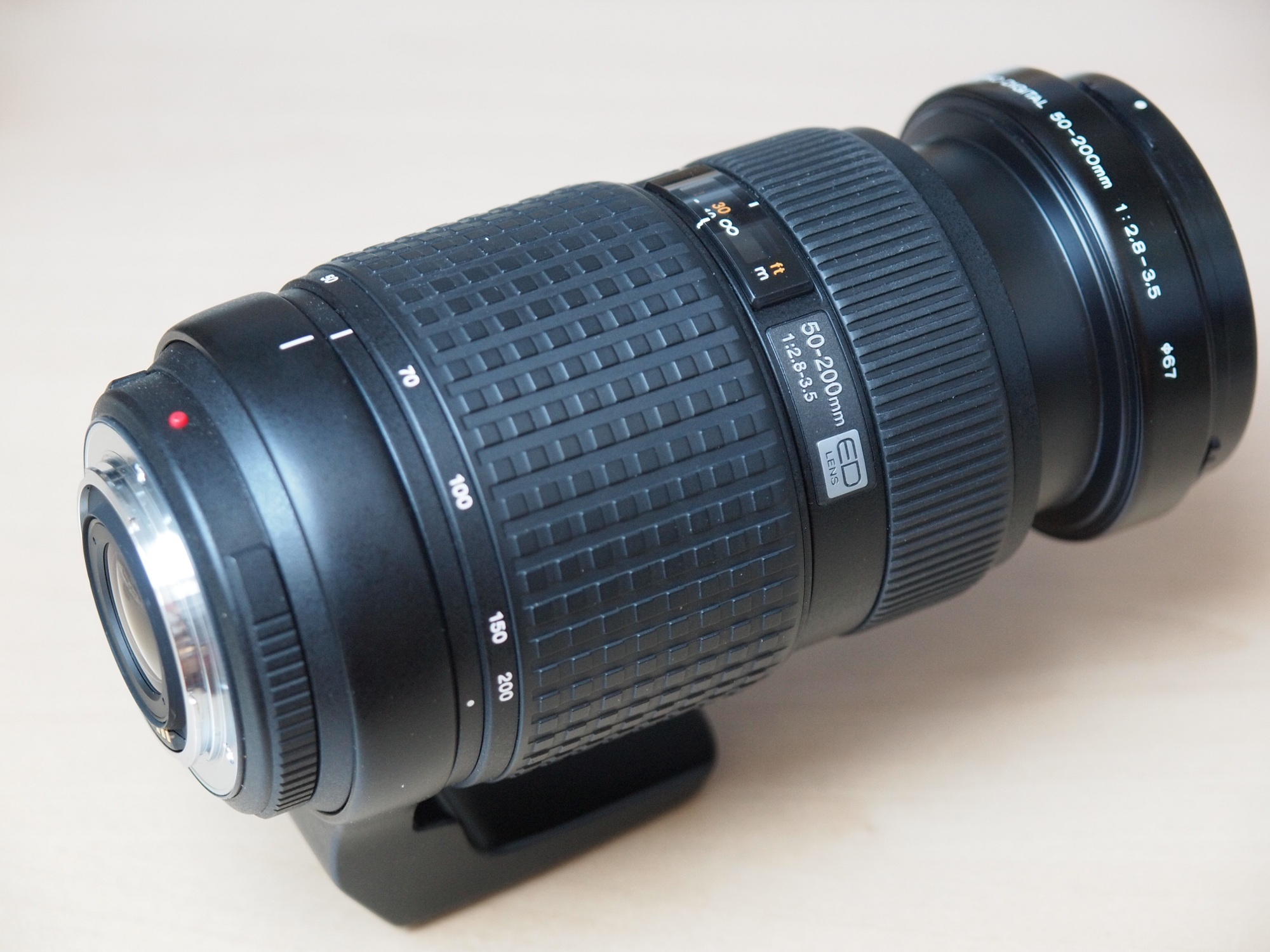
Das 2,8–3,5/50–200 besitzt einen eigenen Fuß mit Stativgewinde

Einige der 22 Zuiko Digital-Objektive haben insbesondere wegen guter Abbildungsleistungen Auszeichnungen erhalten. Das ED 1:2 150 mm (entsprechend 300 mm im KB-Format) erhielt zum Beispiel 2004 den begehrten TIPA Award in der Kategorie „Bestes High-End-Objektiv“. Systembedingt sind die Objektive recht kompakt und leicht im Vergleich mit Objektiven anderer Formate, die denselben Bildwinkel abbilden. Inzwischen wird ein Brennweitenbereich von 7 bis 300 mm abgedeckt. Bezogen auf das Kleinbildformat entspricht dies einem Brennweitenbereich von 14 mm (Weitwinkel) bis 600 mm (Tele) (Formatfaktor 2).
Das Makroobjektiv ED 1:2 50 mm Macro (Kleinbild 100 mm) ist für den Nahbereich bis zur Vergrößerung auf die halbe Lebensgröße (1:2), bezogen auf die Bildsensorgröße, konzipiert. In Bezug auf das Kleinbildformat entspricht dies einer Vergrößerung von 1:1, also Lebensgröße.
Alle Objektive für den Four-Thirds-Standard sind zueinander kompatibel und deshalb auch für das E-System verwendbar. Die Firma Leica hat im Herbst 2006 das erste FT-Objektiv (14-50 mm Brennweite) mit optischem Bildstabilisierungssystem auf den Markt gebracht, sowie ein Normalobjektiv mit 25 mm Brennweite und maximaler Blendenöffnung von 1,4. Die Firma Sigma bietet ebenfalls Objektive für Four Thirds an, wodurch der Brennweitenbereich in Bezug zum Kleinbildformat auf 1600 mm erweitert wird (ohne Telekonverter).
Als weiteres optisches Zubehör gibt es Telekonverter mit Faktor 1,4 (EC-14) und 2,0 (EC-20) sowie den Zwischenring EX-25 für Makro-Anwendungen. Ferner bietet Olympus einen Adapter zum Anschluss von alten Objektiven des hauseigenen früheren OM-Systems an. Aufgrund des kurzen Auflagemaßes gibt es auch Adapter für andere Objektive, z. B. Contax/Yashica, Leica R, Nikon, und Canon EOS.

## Sonstiges Zubehör
Neben grundsätzlichem Zubehör wie Übertragungskabeln, Bildverarbeitungs- und Archivierungssoftware, Ladegeräten, Fernbedienungen etc., welches teilweise auch bereits im Lieferumfang der Systemkameras enthalten ist, werden je nach Modell Batteriegriffe (E-1, E-3, E-30, E-620), Okularmuscheln, Winkelsucher, Unterwasser-Schutzgehäuse etc. angeboten. Austauschbare Sucherscheiben gibt es zurzeit nur für die E-1 und E-30.
Passend zum System bietet der Hersteller außerdem verschiedene Blitzgeräte an, welche per TTL-Messung gesteuert werden können (through the lens, Steuerung der Blitzauslösung und -stärke durch die Kamera).